# Patrick Miller
Patrick Dominick Miller (Chicago, 22 maggio 1992) è un cestista statunitense, professionista in NBDL e in Europa.

## Palmarès
- FIBA Europe Cup: 1

Ironi Nes Ziona: 2020-21